# Château d'Ordange
Le château d'Ordange est un château situé à Jemeppe-sur-Meuse dans la commune de Seraing en province de Liège (Belgique). 

## Localisation
Le château se situe au no 8 de la rue d'Ordange à Jemeppe-sur-Meuse. Le château Antoine se trouve à une centaine de mètres.

## Historique
Un premier château aurait été érigé vers 1414 par un descendant du chevalier Antoine de Jemeppe. Il fut mis à mal en 1468 lors de la destruction de Liège par les troupes de Charles le Téméraire puis détruit en 1490 par les seigneurs de la Marck. Il est reconstruit vers 1500 et devient la propriété des cuveliers (fabricants de cuves), l'un des XXXII bons métiers de Liège en 1519. Ensuite, la bâtisse est successivement détenue par plusieurs familles dont la famille Gevaert qui la cède à la commune de Jemeppe-sur-Meuse en 1975. Deux années plus tard, à la suite de la fusion des communes, le château devient la propriété de la ville de Seraing.

## Description
Le château est une construction en U entourée de douves et possédant une cour intérieure ouverte vers le nord. Les douves étaient jadis remplies par les eaux provenant de l'areine d'Ordange. La façade avant possède deux tours rondes en moellons de grès édifiées vraisemblablement vers 1500. Un pont-levis se situait entre ces deux tours. L'aile nord-ouest est réalisée en briques et calcaire et la façade est datée de 1643.

## Classement
Le château est classé comme monument le 12 janvier 1979. Une partie du mobilier ainsi que le décor mural de la chapelle sont repris sur la liste du patrimoine exceptionnel de la Région wallonne depuis le 27 mai 2009.

## Activités
Les ateliers du château d’Ordange font partie des Centres d’Expression et de Créativité de la ville de Seraing.